# Zodiac (videogioco 1987)
Zodiac è un videogioco di avventura testuale pubblicato nel 1987 per Commodore 64 dalla Incentive Software. Uscì solo nella collana Double Gold, insieme a The Search for the Secret of Life, chiamato solo The Secret of Life sulla copertina, un'altra avventura testuale come lato B. La confezione originale dà maggior rilievo a Zodiac ed è etichettata Zodiac plus The Secret of Life o Zodiac and The Secret of Life. Entrambi i giochi sono avventure con immagini statiche che mostrano la scena all'interno di finestre ovali. Furono valutati piuttosto negativamente dalla stampa britannica.